# Туголесский Бор
Туголе́сский Бор — посёлок (до 2004 года — посёлок городского типа) в Московской области России. Входит в состав городского округа Шатура (до 2017 года — Шатурского района). Население — 2377 чел. (2010).

## География
На территории посёлка расположено большое количество прудов и озеро Свиношное (Свинкино).

## История
Основан в 1935 году на торфяных разработках. Руководил разработками кавалер трех орденов Красного Знамени, командир эскадрона в бригаде Котовского и его правая рука Григорий Абрамович Вальдман. В 1938 году была основана школа. В августе 2004 года в состав рабочего посёлка Туголесский Бор был включён посёлок Рабочий. В сентябре 2004 года Туголесский Бор был преобразован в сельский населённый пункт (посёлок). С 2006 до 2017 годы входил в состав Кривандинского сельского поселения Шатурского муниципального района.

## Население
| 1939  | 1959  | 1970  | 1979  | 1989  | 2002  | 2006  |
| ----- | ----- | ----- | ----- | ----- | ----- | ----- |
| 2504  | ↗3483 | ↘3062 | ↘2986 | ↘2705 | ↘2235 | ↘2192 |
| 2010  |       |       |       |       |       |       |
| ↗2377 |       |       |       |       |       |       |

## Известные уроженцы, жители
Владимир Иванович Никитин (род. 1946) — полный кавалер ордена Трудовой Славы.

## Инфраструктура
К юго-востоку от посёлка на осушенных торфяниках крупный массив дачных участков.

## Транспорт
- Платформа Туголесье на железнодорожной линии Москва — Казань.
- Автомобильная дорога Черусти — Кривандино.